# Yôtamét
Một yôtamét (viết tắt là Ym) là một đơn vị đo khoảng cách bằng 1024 mét. (1 triệu tỷ mét, tiếng Anh là Septillion)
Trong hệ đo lường quốc tế, yôtamét là đơn vị đo được suy ra từ đơn vị cơ bản mét theo định nghĩa trên.
Yôtamét có thể được dùng để đo khoảng cách giữa các thiên hà, tuy nhiên các nhà thiên văn thường quen dùng năm ánh sáng và parsec hơn.
Chữ yôta (hoặc trong viết tắt là Y) viết liền trước các đơn vị trong hệ đo lường quốc tế để chỉ rằng đơn vị này được nhân với 1024 lần. Xem thêm trang độ lớn trong SI.

## Các chuyển đổi
- 1 Ym = 105 700 000 năm ánh sáng = 32 408 000 parsec
- Đường kính của Nhóm Thiên hà Địa phương = 2 Ym
- Khoảng cách đến quasar xa nhất = 100 Ym
- Khoảng cách đến chân trời vũ trụ = 130 Ym

Diễn giải
- 1,2 Ym - 127 triệu năm ánh sáng: khoảng cách đến nguồn Chớp gamma gần nhất, GRB 980425 về phía chòm sao Viễn Vọng Kính
- 1,3 Ym - 137 triệu năm ánh sáng: khoảng cách cụm thiên hà Centaurus Cluster
- 1,9 Ym - 201 triệu năm ánh sáng: đường kính của siêu đám địa phương Xử Nữ
- 2,3 Ym - 225 đến 250 triệu năm ánh sáng - Ánh sáng đi được trong chân không trong một năm thiên hà
- 2,8 Ym - 296 triệu năm ánh sáng - Khoảng cách đến siêu đám Coma về phía chòm sao Hậu Phát
- 3,2 Ym - 338 triệu năm ánh sáng - Khoảng cách đến Stephan's Quintet
- 4,7 Ym - 496 triệu năm ánh sáng - Chiều dài của Vạn Lý Trường Thành CfA2, một trong những kiến trúc thượng tầng quan sát lớn nhất trong Vũ trụ
- 6,1 Ym - 645 triệu năm ánh sáng - Khoảng cách đến siêu sao Shapley
- 9,5 Ym - 996 triệu năm ánh sáng - Đường kính của Supervoid Eridanus